# Mechapa
Mechapa är en badort och en comarca i kommunen El Viejo i västra Nicaragua. Den ligger vid Stillahavskusten på vulkanen Cosigüinas södra sluttning, vid den västra änden av naturreservatet och estuariet naturreservatet Estero Padre Ramos. Comarcan har 790 invånare (2005).

## Sandstrand
Mechapa har en 20 kilometer lång sandstrand som sträcker sig 10 kilometer åt nordväst till Punta Cosigüina och 10 kilometer åt sydost förbi Venecia och ner till estuariets utlopp vid Padre Ramos.  